# ذاكرة قراءة فقط قابلة للبرمجة

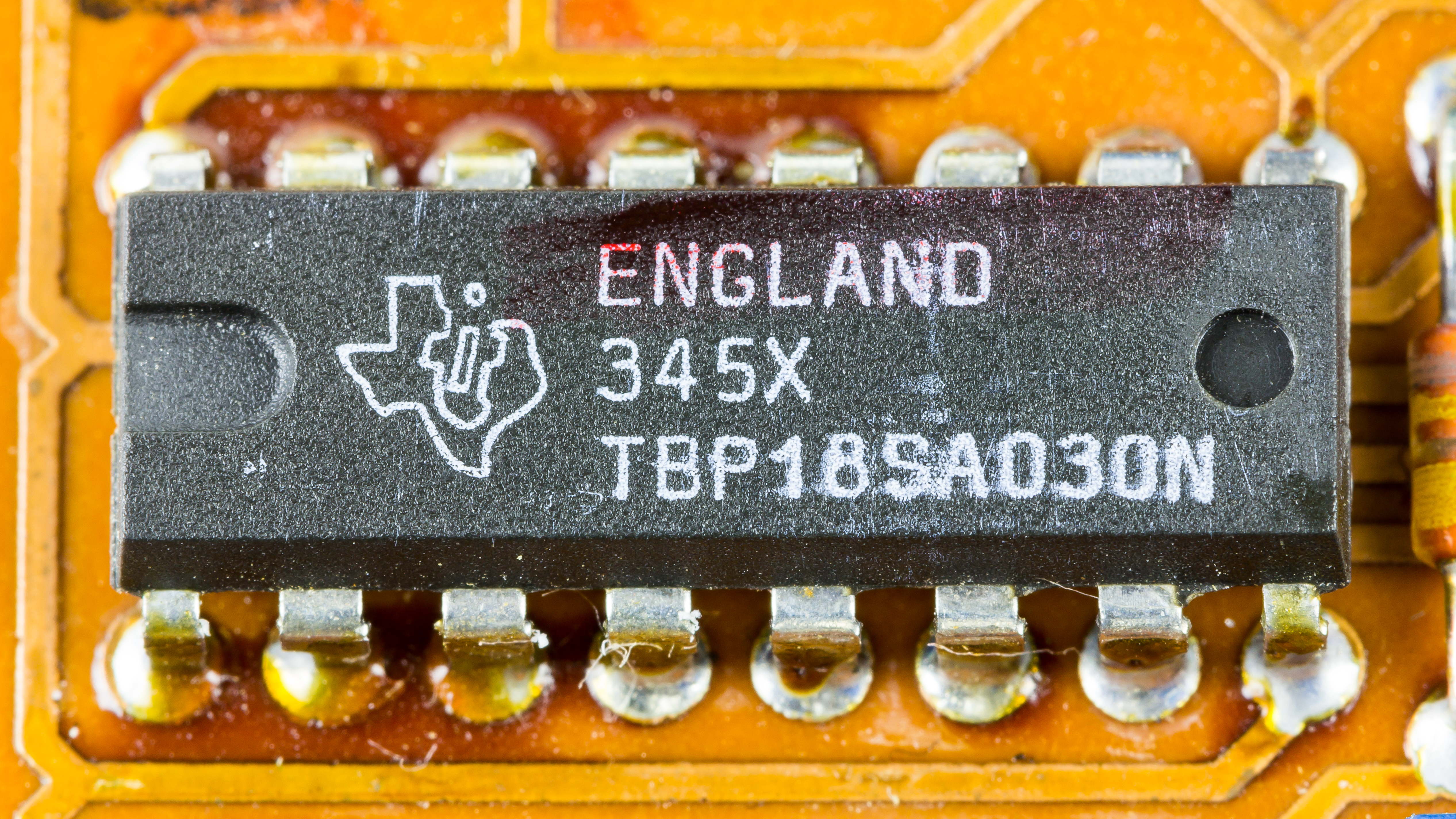

ذاكرة قراءة فقط قابلة للبرمجة (بالإنجليزية: programmable read-only memory)‏ أو ذاكرة الكتابة فقط أو ما تسمى (PROM) هي الأقدم بالنسبة للأجهزة القابلة للبرمجة فتاريخ وجودها يعود لعام 1970 لذلك فهي تستخدم في تطبيقات ذاكرة الحاسب. ذاكرة الPROM تضمن مصفوفة AND مثبتة ومصفوفة OR قابلة للبرمجة كما هو في الشكل التالي:
مصفوفة AND تولد كل التعبيرات الممكنة والتي عددها 2ⁿ المنتجة من n مدخل لذلك فهي غالبا ترتبط (تعود) إلى عدد مكون من (n →2ⁿ) فاكَّات شيفرة.
مصفوفة OR تسمح لأي مجموع من التعابير الأصغرية المنتجة لتصبح مُتَضَمَّنة في كل تعبير جمع. إذن الجمع القانوني من القالب المنتج من أي تابع يمكن أن يدرك بشكل مباشر من جدول الحقيقة أو من قائمة التعابير الأصغرية. عدد عبارات الجمع يتغير بين الأجهزة تبعا لحجم وقياس الشريحة وعدد أقطاب (pin) البلوك وأشياء أخرى.ولكن أجهزة الذاكرة PROM لا تتضمن نموذجية المخرج القطبي أو خيارات التغيذة العكسية.
تحتوي هذه الذاكرة على شبكة من الصفوف والعواميد، والاختلاف بين هذا النوع والنوع السابق روم هو أن عند كل تقاطع بين الصفوف والعواميد يوجد صمام fuse يصل بينهما، الشحنة التي تبعث خلال العمود تمر بالصمام الموصول بالخلية مما يشحن الخلية ويعطيها القيمة 1، وحيث أن كل الخلايا موصولة بصمام يجعلها جميعا تملك القيمة 1، وهذا يكون هو الشكل الخام لرقاقة الذاكرة عند بيعها، الآن المشتري لهذه الرقائق يجب أن يمتلك أداة تسمى programmer والتي تقوم بإرسال تيار كهربي قوي إلى الخلية المطلوب تغيير قيمتها من 1 إلى صفر، يقوم هذا التيار بكسر الصمام وبالتالي ينقطع الإيصال بين الصف والعمود المتقاطعان عند الخلية المطلوبة وبالتالي تفرغ شحنتها وتصبح قيمتها صفر.

## تحقيق التوابع المنطقية باستخدام الـ ROM
يذكر أن التابع المتحول المعطى يمكن أن يكون ممثلاََ بقانون استثنائي (وحيد) مجموع من القالب المشكل. إذاً كل مخرج من الـ PROM يكون قادرا على إدراك أي تابع متغير بقانون بسيط وهو مخرج لعبارات التابع. لذلك لإدراك التابع المتحول المعطى بـ PROM يجب أولاً أن يُصف التابع في قوانين مُجمّعة من منتجات قالب أو أي شيء آخر يشتق من جدول حقيقة التابع بعد ذلك التعابير الأصغرية التابع ترتبط بتعبير OR منتقى (مختار) لإنتاج القالب القانوني المطلوب. مع الملاحظة أنه لا يوجد أفضلية لتصغير التابع عند استخدام الـ PROM ،فعند وجود قالبه القانوني يستخدم لتوليد خارطة صمامات الـ PROM كما في الشكل:
وينبغي ملاحظة أن استخدام الـ PROM التجارية المتاحة يمكن أن يكون غير فعال عندما نحتاج عدد قليل من التعابير الأصغرية إلا إذا كان تصغير الشريحة هدفاً أساسياً.
إدراك تابع بثلاث متحولات باستخدام الـPROM (ثلاث مداخل وثلاث مخارج):
f1(A,B,C)=AB+B'C
f2(A,B,C)=(A+B'+C)(A'+B)
f3(A,B,C)=A+BC
- أولاً نحول كل تابع إلى الشكل القانوني:

f1(A,B,C)=AB+B'C
=ABC'+ABC+A'B'C+AB'C
= m(1,5,6,7)
مجاميع الحدود الأصغرية لـ
f2(A,B,C)=(A+B'+C)(A' +B)
=(A+B'+C)(A' +B+C')(A' +B+C)
=M(2,4,5) مضاريب الحدود الأكبرية لـ
= m(0,1,3,6,7) مجاميع الحدود الأصغرية لـ
f3(A,B,C)=A+BC
=AB'C'+AB'C+ABC'+ABC+A'BC
= m(3,5,6,7) مجاميع الحدود الأصغرية لـ
لذلك يعود المخرج الأول إلى التعابير الأصغرية المنتجة (1,5,6,7) والمخرج الثاني موصول إلى التعابير الأصغرية (0,1,3,6,7) أما المخرج الثالث مرتبط بـ (3,4,5,6,7). الدارة النهائية موضحة بالشكل:
استخدام ال PROM لإدراك 1 bit جامع كامل:
جدول الحقيقة للجامع الكامل هو:
من هذا الجدول الـ PROM مبرمجة بإزالة كل الصمامات المتماثلة مع كل صفر في كل من التابعين كما هو في الشكل:
مع الملاحظة أن الـ PROM المكونة من ثلاثة مداخل ومخرجين هي لازمة لهذه الدارة.الـ PROM فعالة بشكل خاص للمشاكل التي تتطلب استخدام تعابير الأصغرية للتابع.